# ジョッキークラブステークス
ジョッキークラブステークス（Jockey Club Stakes）はイギリスのニューマーケット競馬場で行われる競馬の競走である。

## 歴史
この競走は1894年にジョッキークラブによって創設された。
元々は秋に施行されていた。当初は3歳馬のの出走も可能であり、一時期はその年のクラシック競走優勝馬が例年出走していた。
1901年には距離を14ハロンに延長した。
1963年以降は施行時期を春に変更し、距離も12ハロンに短縮した。また3歳馬の出走は認められなくなった。
現在はニューマーケット競馬場で2日間にわたって開催されるギニーズフェスティバルミーティングの初日に2000ギニーステークスと共に施行される。コロネーションカップの前哨戦として機能しており、直近で両競走を優勝したのは2006年のシロッコである。

## 歴代優勝馬（2000年以降）
- 2000 Blueprint
- 2001 Millenary
- 2002 Marienbard
- 2003 Warrsan
- 2004 Gamut
- 2005 Alkaased
- 2006 Shirocco
- 2007 Sixties Icon
- 2008 Getaway
- 2009 Bronze Cannon
- 2010 Jukebox Jury
- 2011 Dandino
- 2012 Al Kazeem
- 2013 Universal
- 2014 Gospel Choir
- 2015 Second Step
- 2016 Exosphere
- 2017 Seventh Heaven
- 2018 Defoe
- 2019 Communique
- 2021 Sir Ron Priestley
- 2022 Living Legend
- 2023 Hurricane Lane
- 2024 Outbox
- 2025 Bellum Justum